# Philipp Ochs
Philipp Ochs (Wertheim, 17 de abril de 1997) é um futebolista alemão que atua como meia. Atualmente, joga pelo First Vienna.

## Carreira
Ochs fez sua estreia pelo profissional da equipe do Hoffenheim em
2015 no jogo contra o Bayer Leverkusen após substituir Eugen Polanski na disputa da Bundesliga numa derrota por 2-0.